# كاندي هاريس
كاندي هاريس (بالإنجليزية: Candy Harris)‏ هو لاعب كرة قاعدة أمريكي، ولد في 17 سبتمبر 1947 في سلما في الولايات المتحدة.

## وصلات خارجية
- كاندي هاريس على موقعبيزبول رفرنس.كوم (الدوري الرئيسي) (الإنجليزية)
- كاندي هاريس على موقعبيزبول رفرنس.كوم (الدوري الثانوي) (الإنجليزية)
- كاندي هاريس على موقع مشجعي الرسوم البيانية (الإنجليزية)